# Giardini del Lussemburgo

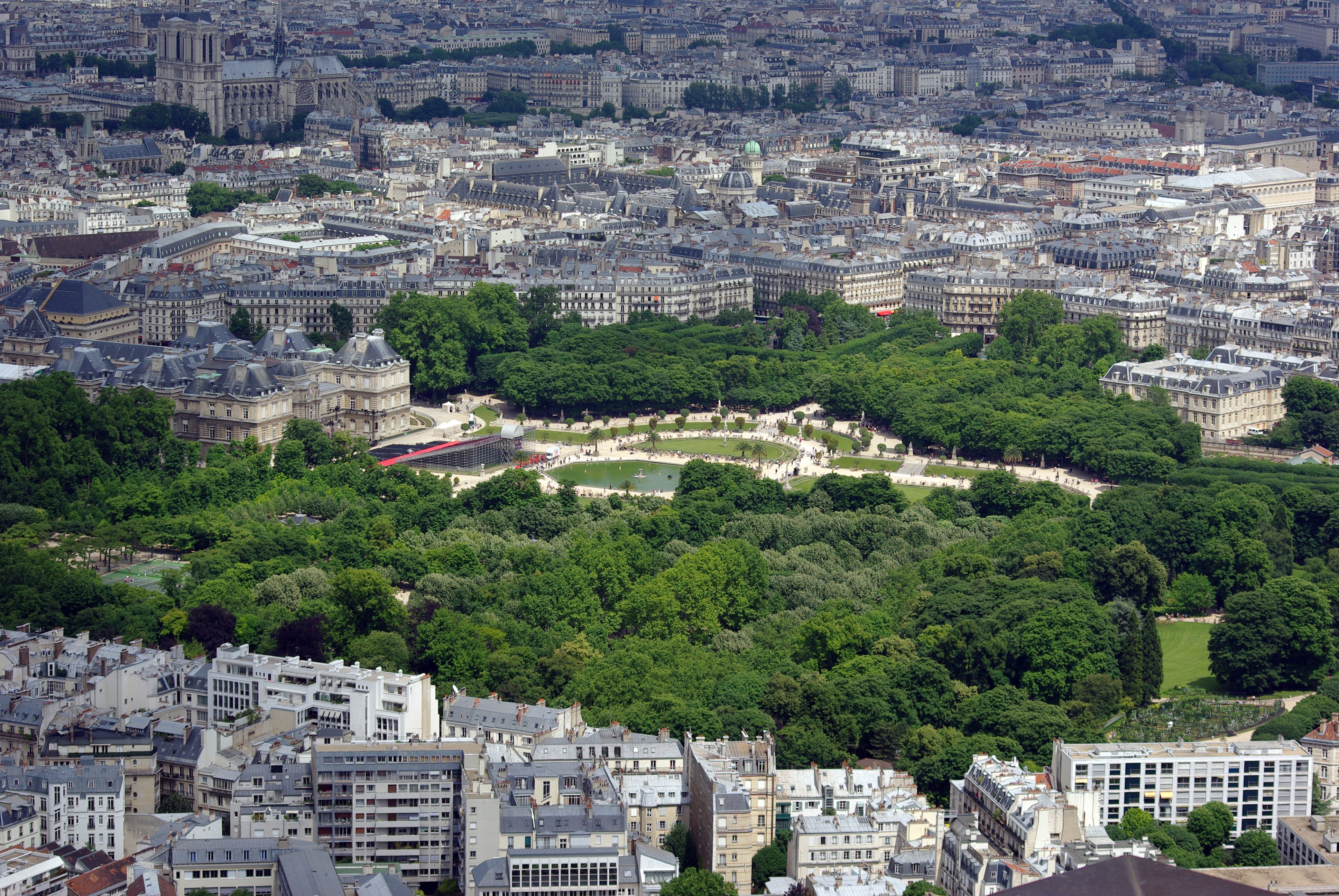
I giardini del Lussemburgo visti dalla Tour Montparnasse.

I giardini del Lussemburgo (in francese jardin du Luxembourg) sono i giardini alla francese pubblici del Palazzo del Lussemburgo, a Parigi.

## Storia
Il giardino fu progettato a partire dal 1611 o 1612 per ordine di Maria de Medici,  per il suo palazzo di campagna che era allora in costruzione fuori dai confini della città. Questo era basato almeno in parte sui piani di Palazzo Pitti a Firenze, dove Maria de Medici era cresciuta. Il giardino era rifornito d'acqua da quello che fu poi chiamato l' Acquedotto Medici sotto la direzione di Tommaso Francini, che ricopriva il ruolo di Maestro delle fontane reali. Anche se l'ala sud del Palazzo e il giardino adiacente hanno subito grandi cambiamenti nel XIX secolo, hanno conservato un leggero tocco italiano, che è sottolineato dalle palme piantate nei palchi.
Il giardino originale aveva già grandi stand di alberi, bordure di fiori e anche bacini d'acqua, per l'alimentazione dei quali l'Aqueduc Médicis, che veniva da vicino Rungis, fu costruito tra il 1613 e il 1624. La rampa a ferro di cavallo davanti alla facciata del giardino intorno al bacino centrale dell'acqua rivolto a sud con le sue terrazze rialzate esisteva anch'essa in una forma simile all'inizio del XVII secolo, ma ricevette le sue statue di marmo, tra cui quella della regina Maria de Medici, solo nel XIX secolo. Il parco contiene numerose altre statue e opere d'arte, tra cui una copia della Statua della Libertà di Auguste Bartholdi (ingresso al parco: Rue de Fleurus).
Dopo che il giardino fu ampliato nel 1617 con lo scambio di una parte dei terreni della vicina Certosa, Luigi XIV, nipote di Maria de Medici, fece completare la rampa a ferro di cavallo con la grandiosa prospettiva dell'Avenue de l'Observatoire, che guida la vista attraverso il primo meridiano parigino precedentemente stabilito qui all'Osservatorio di Parigi. Già nel XVII secolo, il parco attirava un pubblico più vasto. Nel XVIII secolo, il giardino era una passeggiata popolare per i personaggi letterari: Jean-Jacques Rousseau e Denis Diderot, tra gli altri, hanno trascorso del tempo qui.
Nel corso del tempo, l'area del giardino subì diversi altri cambiamenti: nel 1782, fu amputata di sei ettari dall'allora proprietario, il Conte di Provenza, fratello di Luigi XVI e poi re Luigi XVIII. Fu nuovamente ingrandito durante la Rivoluzione in occasione della confisca dei beni rimasti alla Certosa; infine, nel 1865, sotto Napoleone III e il suo prefetto Georges-Eugène Haussmann, fu notevolmente ridotto dalla costruzione della rue Auguste Comte e di case a est e a sud. Questo ha interessato, tra l'altro, il sito del vivaio (Pépinière) e il giardino botanico, che Guy de Maupassant apprezzava particolarmente. Cinque petizioni di cittadini che protestavano, una delle quali con il numero allora elevato di 12.000 firme, rimasero vane.
Il divieto per i giovani e i giovani adulti di entrare nel parco intorno al 1970 è il tema della canzone Entre 14 et 40 ans (1973) dello chansonnier Maxime Le Forestier.

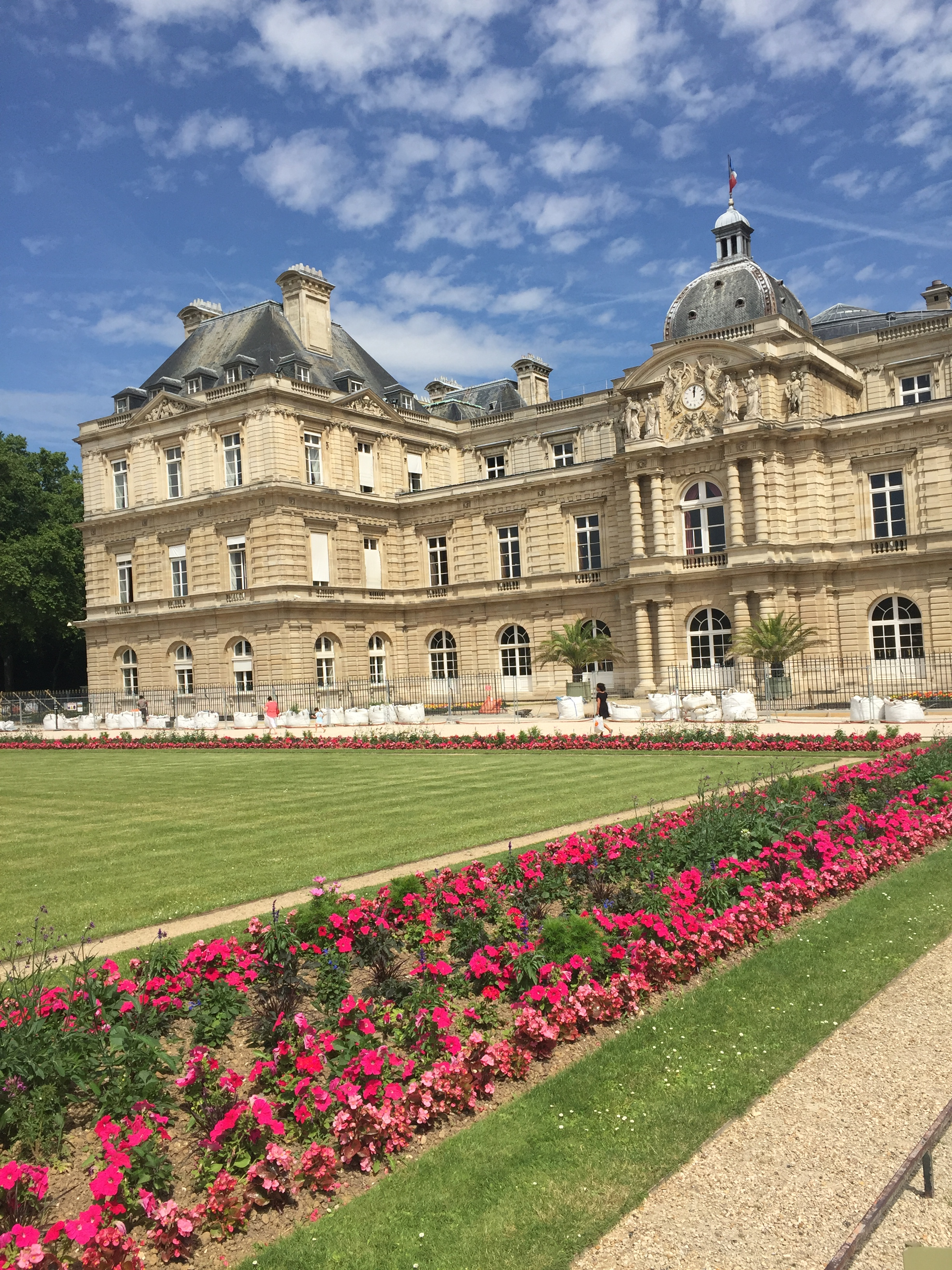
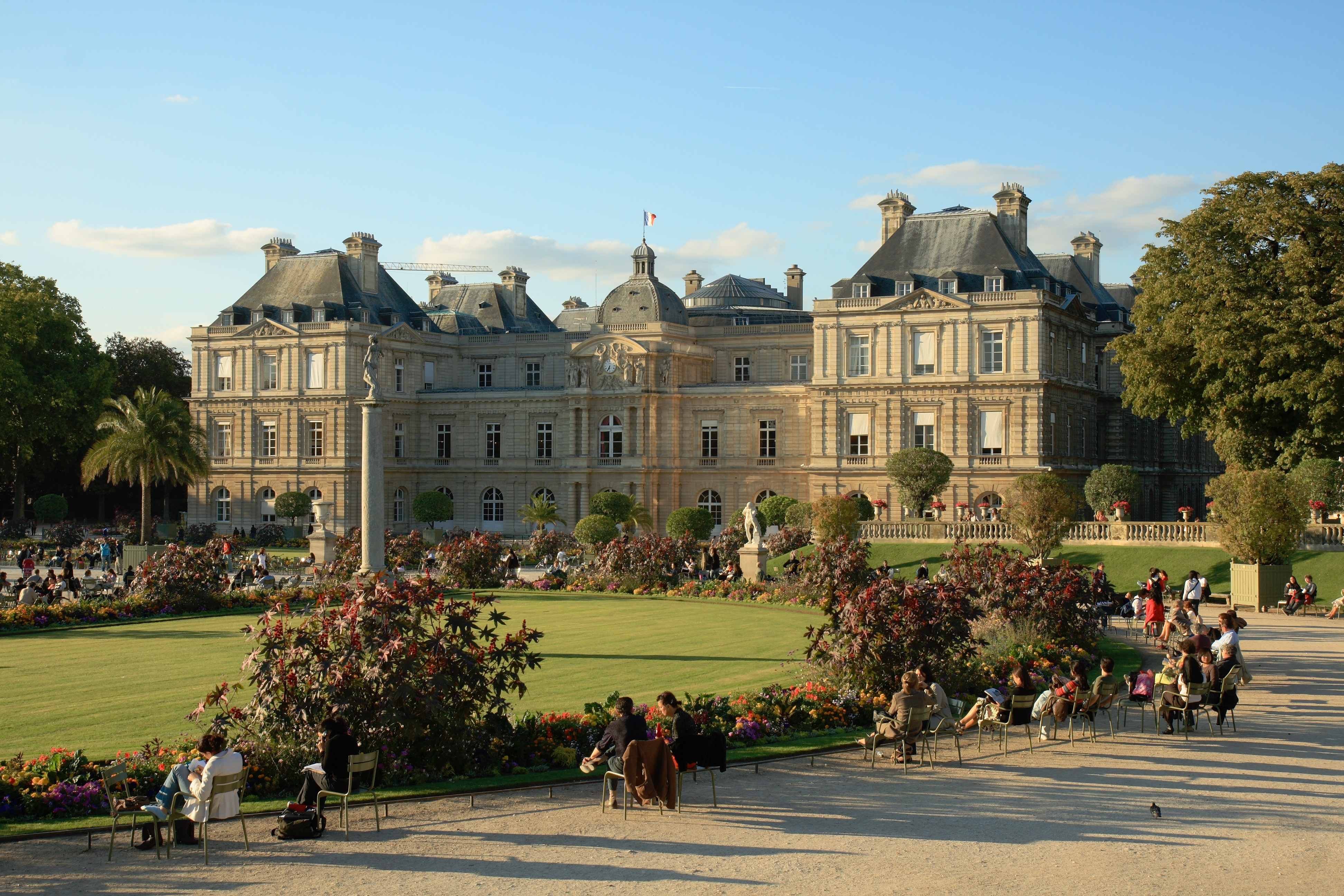
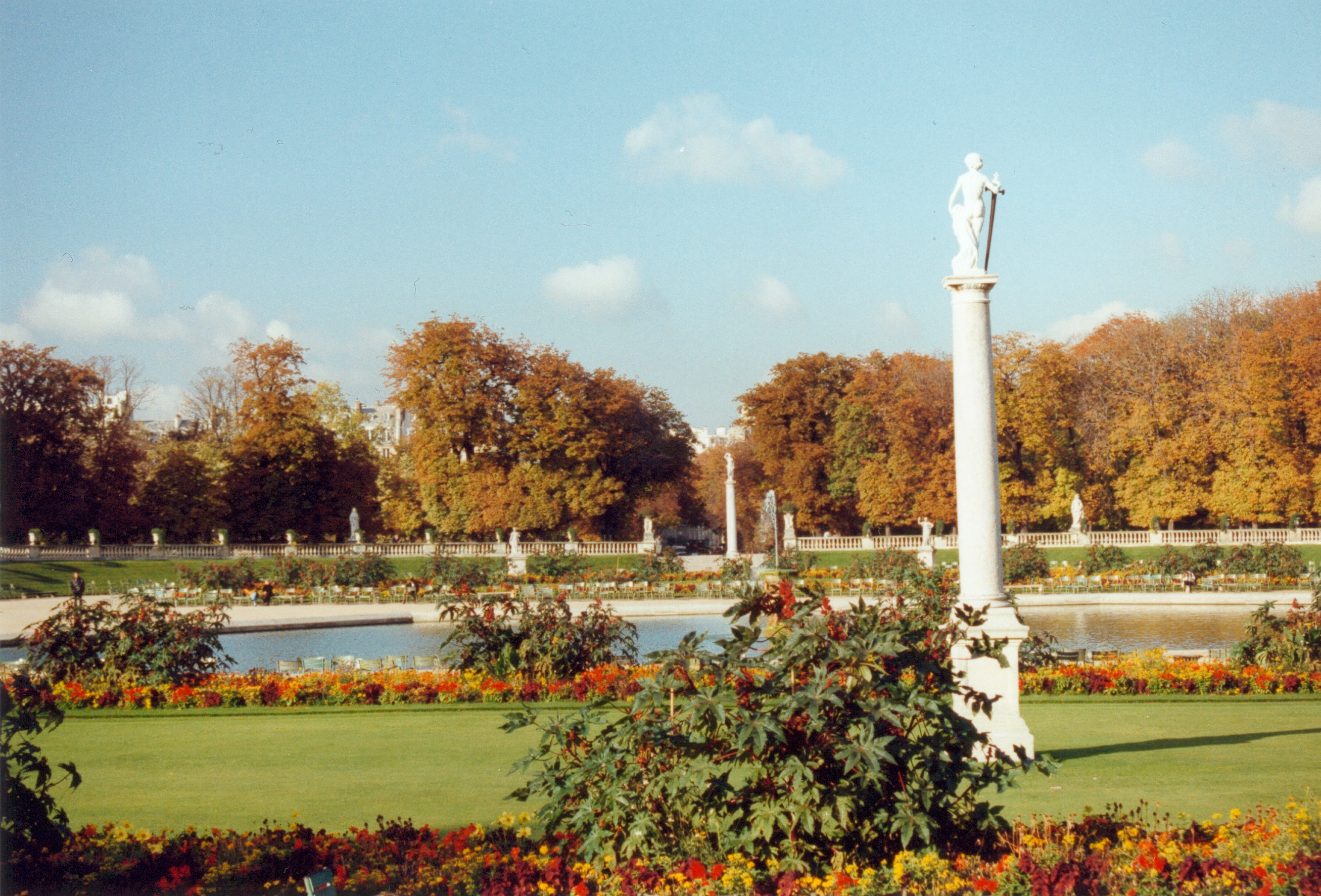
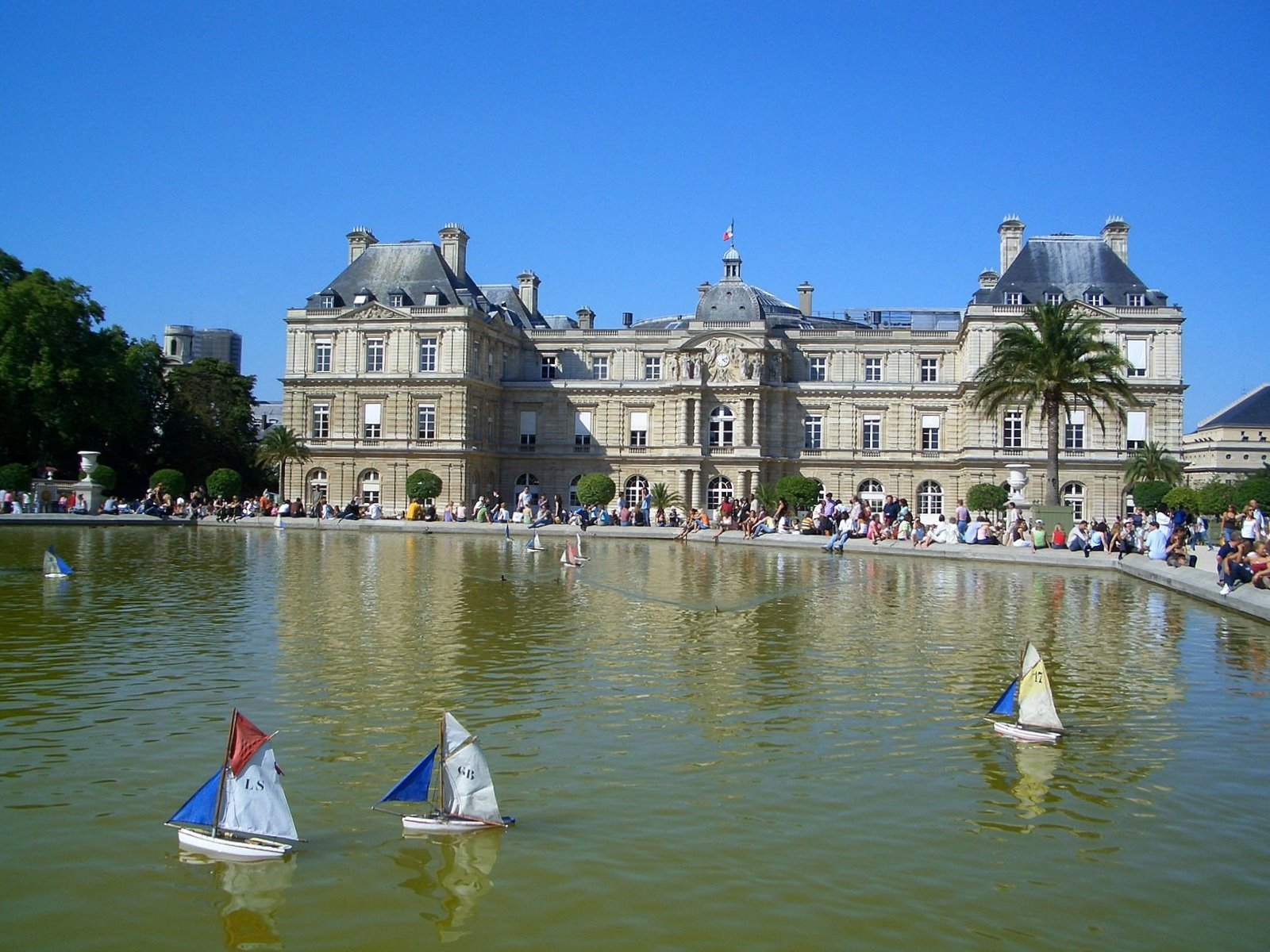

## Monumenti e statue
Il giardino è ricco di sculture e monumenti, di cui uno tra i più celebri è la fontana dei Medici.

### Statue
- Il mercante di maschere, di Zacharie Astruc;
- La Statua della Libertà, riproduzione dell'originale donato agli Stati Uniti, inaugurata nel 1886;
- Reines de France et Femmes illustres;
- il Monumento a Théodore de Banville, inaugurato nel 1892.

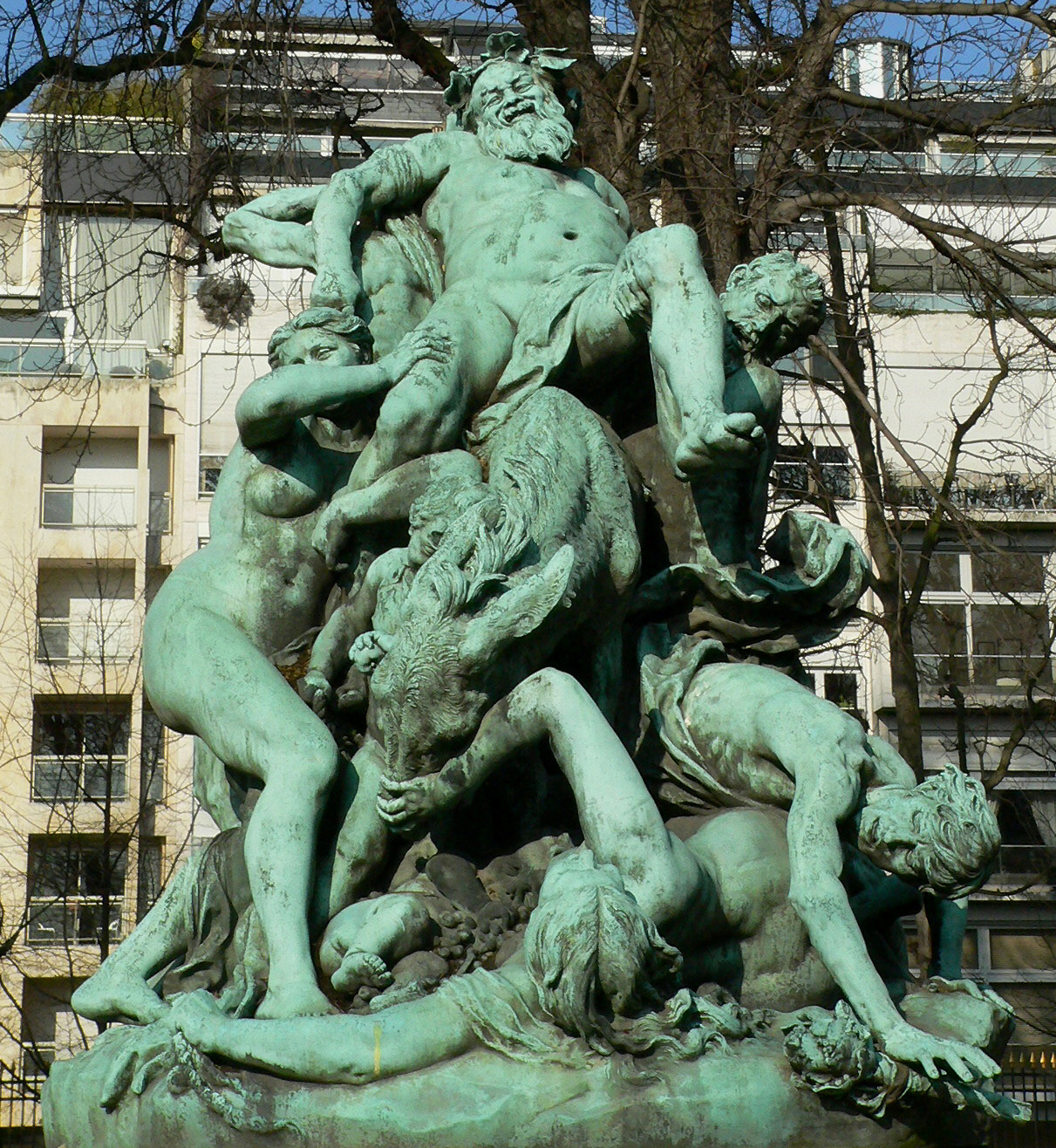
Jules Dalou, Le Triomphe de Silène (1898).
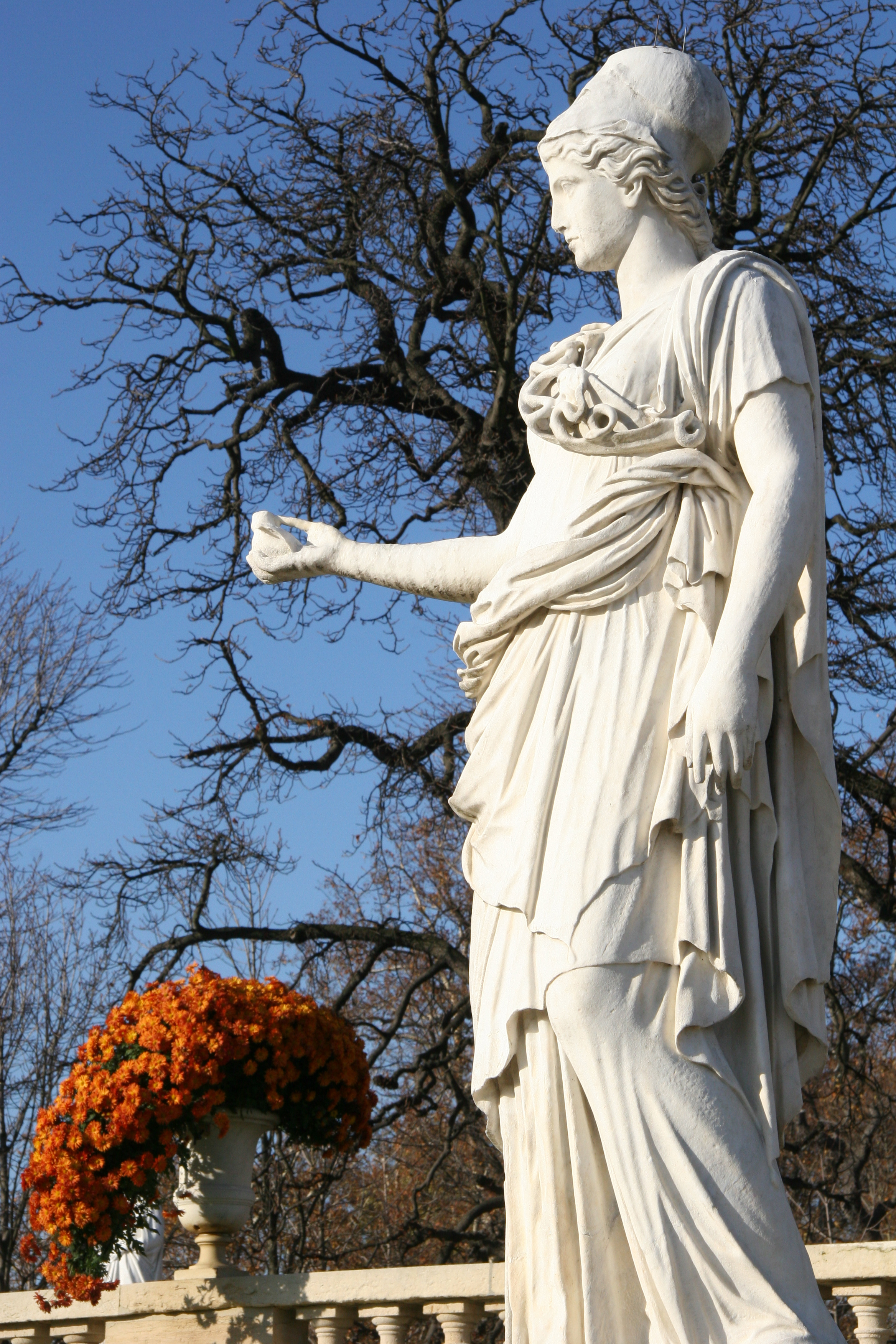
Minerve à la chouette.
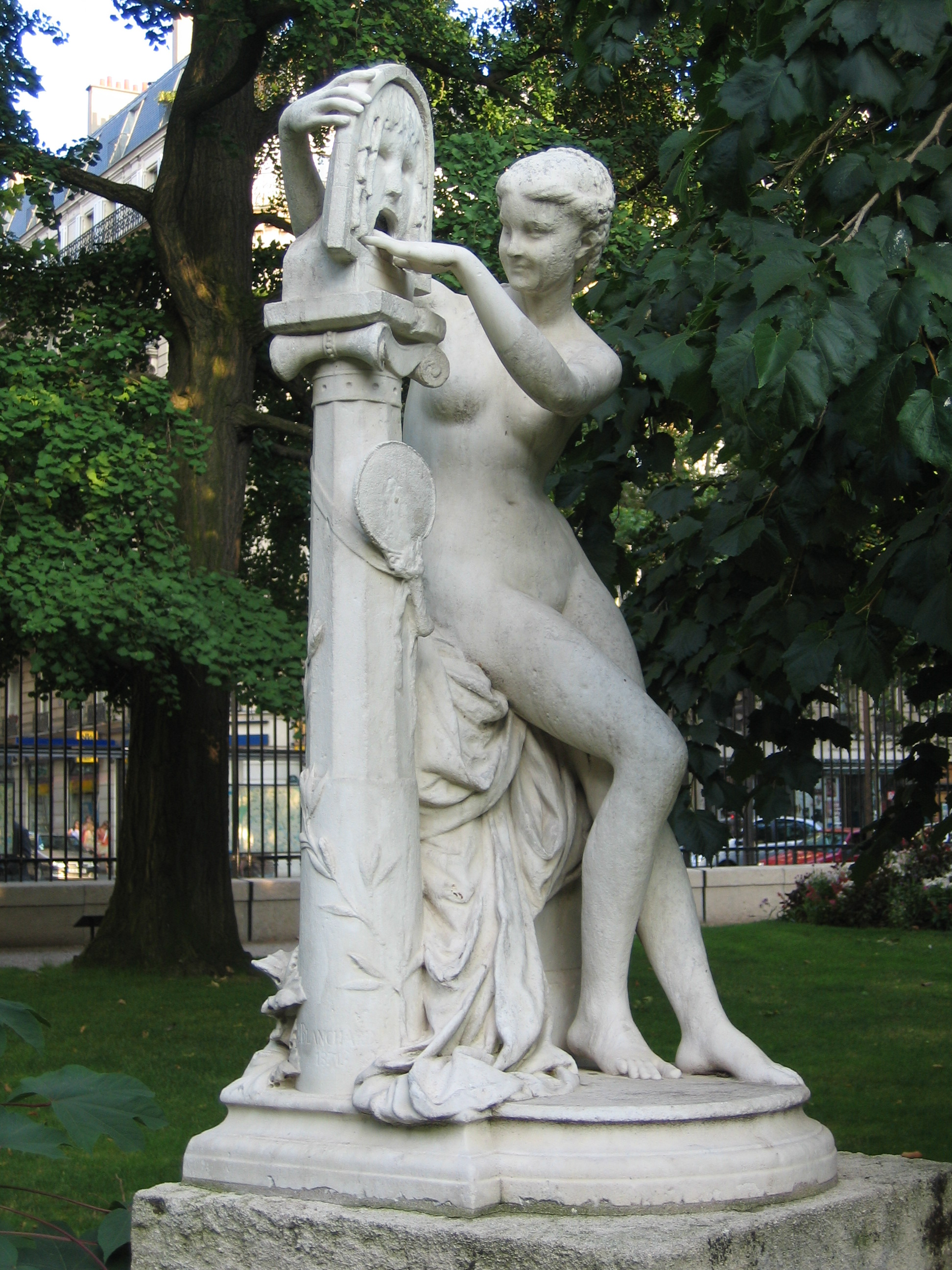
Jules Blanchard, La Bocca della verità (1871).
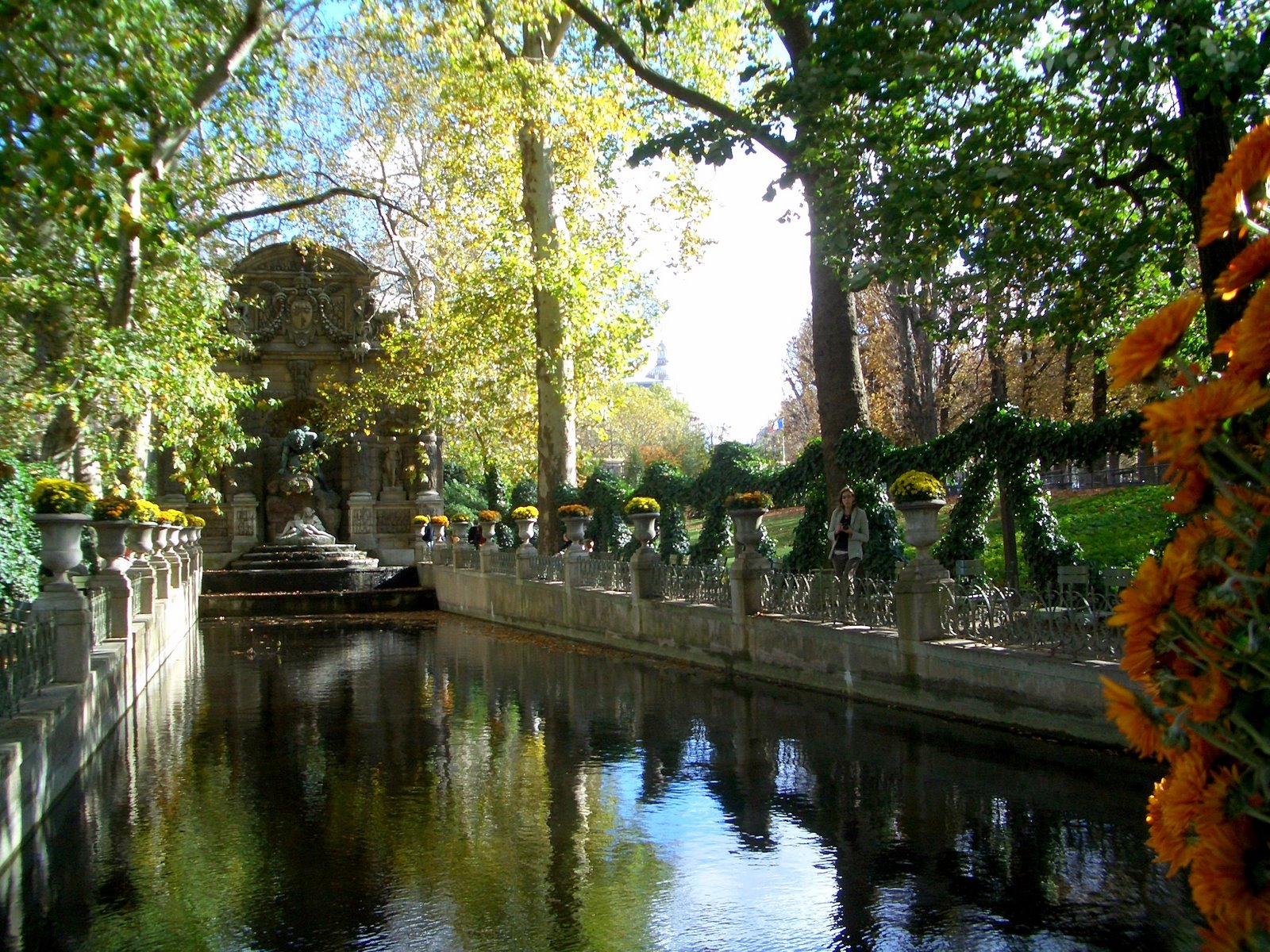
La fontana de' Medici.
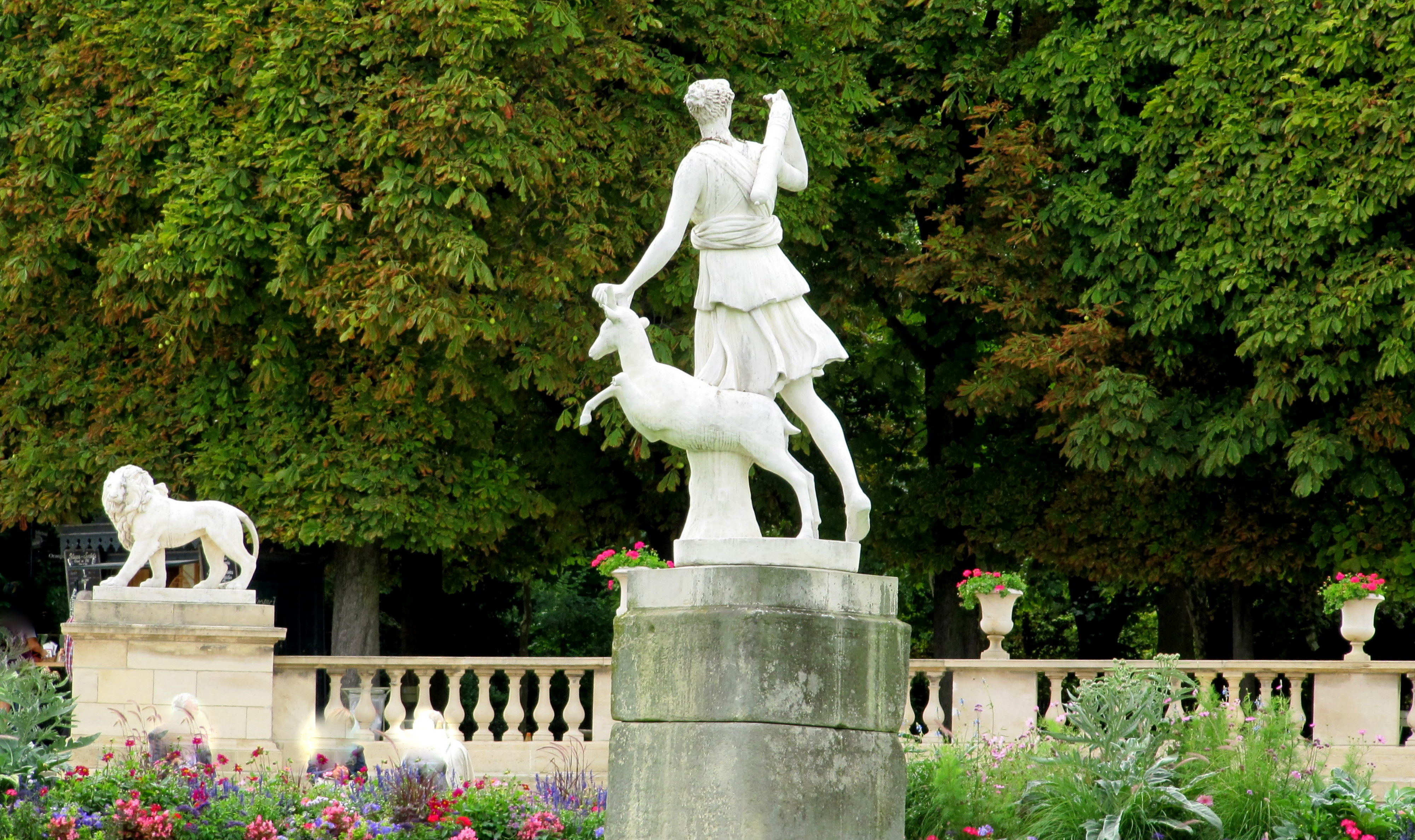
Diane chasseresse.
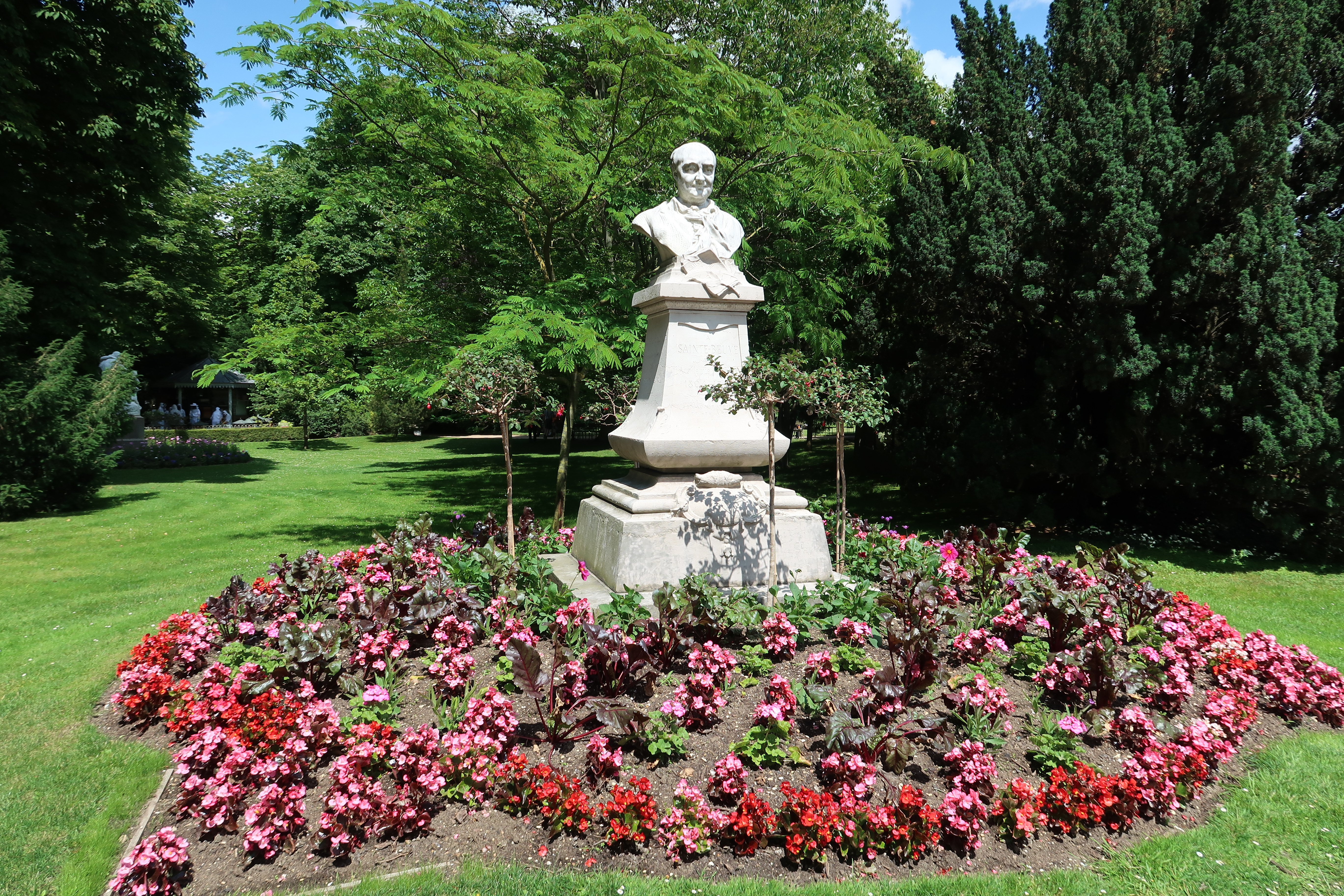
Sainte-Beuve di Denys Puech.
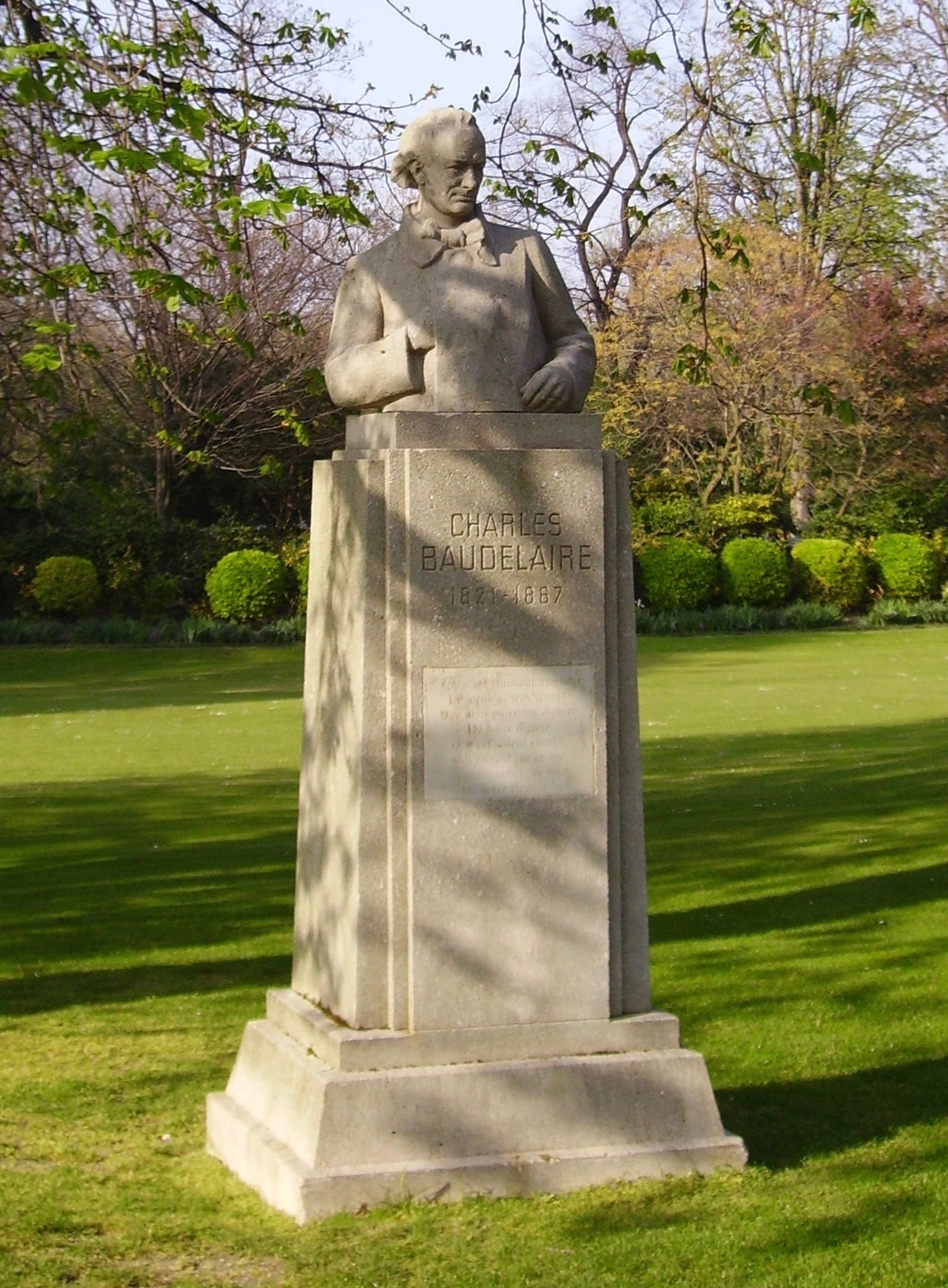
Charles Baudelaire di Pierre-Félix Masseau.

## Curiosità
- Il giardino viene citato nel romanzo I miserabili di Victor Hugo, come luogo di incontro tra Marius Pontmercy e Cosette.

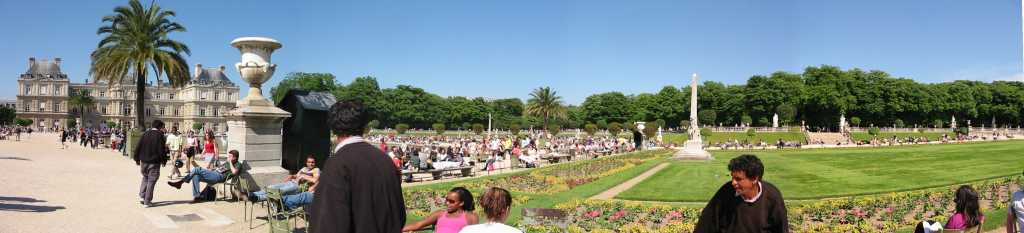
Vista panoramica del Giardino di Lussemburgo